# Kültéri védelem
A kültéri védelem formái lehetnek például a kerítések, szögesdrótok, fegyveres biztonsági őrök vagy az elektronikus védelmi rendszerek. A kültéri védelemben használt eszközök, megoldások nagyon sokrétűek, és hatékonyan csak úgy alkalmazhatók, ha a lehetőségek közül többet egyszerre használnak. 
Egy jól működő kültéri védelmi rendszernek az egyik legfontosabb feladata, hogy a behatolni kívánó elkövetőt feltartóztassa, az előrejutásban gátolja, a behatolást legkorábban már a külső védelmi körnél érzékelje. Amennyiben a feltartóztatás folyamatos, az érzékeléstől számított késleltetés fenntartható. Ideális esetben a késleltetés ideje legalább megegyezik a reagáláshoz szükséges idővel.

## Mitől/kitől és mit/kit kell védeni?
Meg kell határozni, hogy mitől/kitől és mit/kit kell megvédeni, illetve hogy egy rendszert miért és milyen következmények elkerülése miatt építenek ki. Ezek a következők lehetnek: 
- emberi élet kioltása
- szökés
- tárgy, eszköz elvesztése
- környezeti katasztrófával fenyegető veszélyes anyagok kijutása
- ipari kémkedés
- üzemi működés leállása, akadályozása
- gazdasági kár

Fel kell mérni, hogy a várható behatolás mögött milyen motiváció állhat:
- ideológiai alapú motiváció (terrorizmus, személyes indíték, szélsőséges csoportok)
- gazdasági alapú motiváció (lopás, zsarolás, ipari kémkedés)

A megfelelő védelmi rendszer kiépítéséhez elkerülhetetlen, hogy ismerjük és feltérképezzük a védendő objektumot, annak környezetét. Tudni kell az esetlegesen már meglévő biztonsági rendszer működéséről, a helyszínen dolgozók napi rutinjáról, munkarendjéről. Minden részletre kiterjedő előzetes helyszíni felmérés nélkül elképzelhetetlen egy jól működő rendszer kiépítése.

## Alapszabályok
Bármilyen okból is készül egy védelmi rendszer, hatékony csak egyetlen módon lehet: amennyiben az alkalmazott eszközök, emberek megfelelő integritásban és előre szabályozott eljárás alapján működnek. Általában elmondható, hogy kültéri védelmi rendszert két okból használnak: vagy megvédeni szeretnék a rendszeren BELÜL lévő területet és az azon, abban található személyeket, tárgyakat, szellemi értékeket, vagy a rendszernek a belső körben tartózkodókat kell visszatartania attól, hogy KÍVÜLRE juthassanak. 
Védelmi rendszerek tervezésekor figyelembe kell venni 4 alapvető szabályt, amelyek egy hatékony kültéri védelmi rendszer kiépítésénél a következők: 
- elrettentés
- érzékelés
- késleltetés
- megakadályozás

### Elrettentés
Az elrettentés nagyban hozzájárul egy objektum hatékony védelméhez. Ez esetben az ellenség (vagy behatoló) számára egyértelmű kell, hogy legyen, hogy az áthaladáshoz, behatoláshoz szükséges energia, szerszámigény és az ezekkel járó magas kockázat egyszerűen nem éri meg, nincs arányban az elérni kívánt eredménnyel.

### Érzékelés
Egy professzionális (kültéri) védelmi rendszer több körből, „rétegből” áll. Az első kör a védendő terület peremén, határán helyezkedik el, ez a legelső szakasz, ahol az áthaladást érzékelni kell. Vannak olyan területek, amelyeknél elengedhetetlen, hogy az érzékelő rendszer annak határain túl is működjön. Ezekben az esetekben már a terület megközelítését is érzékelni szükséges, így az alkalmazott eszközökből álló védelmi rendszer (radarok, hőkamerák) képezi az első kört. Minél több réteget, kört alakítanak ki, általánosságban elmondható, a rendszer annál biztonságosabb lesz. Egyetlen rétegre, védelmi körre alapozni a védelmet – abban bízva, hogy az megfelelő biztonságot nyújt – nem érdemes. Ebben az esetben olyan tökéletességet igényelne egyetlen szakasz kiépítése, amely nagy valószínűség szerint elérhetetlen.

### Késleltetés
Az érzékelést követő késleltetés egy jól működő kültéri védelmi rendszer hatékonyságát rendkívüli módon növeli. Késleltetést alapvetően két különböző módon érhetnek el. Egyrészt az egyes rétegek közötti távolság növelésével, amely nagyon nagy területet kíván, ezért az ingatlanberuházás költségeit sok esetben jelentősen megnöveli, másrészt a behatolónak az egyes rétegek közötti szabad mozgását nehezítő akadályok felállításával. Ez az előző megoldáshoz képest jóval kisebb területet igényel és kevésbé költséges, ugyanakkor képes megakadályozni, illetve korlátozni a behatoló mozgását. A piacon széles körben állnak rendelkezésre mechanikai védelmi eszközök, akadályok, amelyeknek a beszerzése nem okoz különösebb problémát.

### Megakadályozás
A megakadályozás – vagy reagálás – akkor kezdődik, amikor az érzékelés megtörténik és a késleltetés folyamatban van. A késleltetés idejének egyenlőnek vagy nagyobbnak kell lennie, mint a reagáláshoz szükséges időnek.